# Quando Deus Quer
"Quando Deus Quer" é uma canção do cantor e compositor Lucas Lucco, lançada nas rádios como single no dia 10 de agosto de 2015 pela Sony Music Brasil.

## Videoclipe
O videoclipe foi dirigido por Alex Batista e o próprio cantor, lançado no dia 9 de agosto de 2015, Lucco criou o roteiro do vídeo junto com Alex Batista e Marcel Pazini. Como no vídeo de Mozão onde Lucas retrata a causa social de mulheres que enfrentam o câncer de mama, neste ele voltou a abordar outro tema social, das pessoas tetraplégicas e paraplégicas. No clipe o cantor é casado com uma cadeirante, interpretada pela atriz Caroline Krieger. Ao contrário de “Mozão”, aqui é a mulher que dá apoio ao marido em um momento difícil, quando ele perde o emprego, e precisa encontrar um novo. E a partir dos cinco minutos de vídeo, são mostrados depoimentos de mulheres cadeirantes.

## Lista de faixas
- Download digital[5]

1. Quando Deus Quer" - 3:43

## Desempenho nas tabelas musicais
| Tabela musical (2015)                     | Melhor posição |
| ----------------------------------------- | -------------- |
| Brasil - Billboard Brasil Hot 100 Airplay | 2              |

## Histórico de lançamento
| Região | Data                 | Formato(s)                | Gravadora  |
| ------ | -------------------- | ------------------------- | ---------- |
| Brasil | 10 de agosto de 2015 | Airplay, Download digital | Sony Music |